# Roque José Florêncio
Roque José Florêncio, conhecido como Pata Seca (Sorocaba, c. 1827 – Santa Eudóxia, 17 de fevereiro de 1958), foi um ex-escravizado brasileiro e supercentenário que ficou conhecido por ter supostamente vivido 130 anos e tido mais de 250 filhos.

## Biografia
Roque José Florêncio nasceu alegadamente em 1827, na então vila de Sorocaba, província de São Paulo, filho de Ezequiel Florêncio e de Jesuina Rosa de Jesus, de origens angolanas e sudanesas, ele era bisneto de Pedro Pedroso. Em 1849, aos 22 anos, foi adquirido pelo latifundiário Francisco da Cunha Bueno, proprietário da Fazenda Santa Eudóxia, localizada no atual distrito de Santa Eudóxia, município de São Carlos.  Devido à sua estatura de 2,18 metros e constituição física robusta, foi designado como "escravo reprodutor", função que visava gerar descendentes para suprir a demanda por mão de obra escravizada nas lavouras.  Na época, acreditava-se que homens altos e com canelas finas tinham maior tendência a gerar filhos do sexo masculino, considerados mais aptos para o trabalho forçado no campo.  
Diferentemente de outros escravizados, Pata Seca não residia na senzala nem trabalhava diretamente na lavoura. Recebia tratamento diferenciado, residindo na Casa Grande e desempenhando funções como cuidar dos animais de transporte e realizar viagens diárias de aproximadamente 30 quilômetros para buscar correspondências.  Essas atividades lhe proporcionaram certa mobilidade e contato com outras localidades.  
Com a promulgação da Lei Áurea em 1888, Roque José Florêncio foi alforriado e recebeu do antigo senhor um lote de 20 alqueires de terra, onde estabeleceu o Sítio Pata Seca.  Casou-se com Palmira, com quem teve nove filhos.  Apesar da posse da terra, enfrentou dificuldades para mantê-la, perdendo parte do terreno devido à falta de recursos para cercá-lo.  Para sustentar a família, dedicou-se à agricultura de subsistência e à produção de utensílios domésticos, que vendia nas proximidades.  
Estima-se que Pata Seca tenha tido mais de 250 filhos durante sua vida, sendo considerado ancestral direto de aproximadamente 30% da população do distrito de Santa Eudóxia. A descendência do mesmo, atualmente já estaria espalhada por todo o Brasil. 
Roque José Florêncio faleceu em 17 de fevereiro de 1958, aos 130 anos, conforme registrado em sua certidão de óbito.  As causas da morte incluem insuficiência cardíaca, miocardite, esclerose e senilidade.  Três meses antes de seu falecimento, participou de um desfile comemorativo em São Carlos, sendo homenageado como o homem mais velho da cidade. 